# Михаил (князь глуховский)
Михаил (Семёнович?) (конец XIII — начало XIV века) — князь Глуховский, упомянут в Любецком синодике без отчества. Считается сыном князя Семёна Михайловича Глуховского, известного только по поздним родословным.

## Биография
О жизни князя Михаила Глуховского практически нет сведений. Исследователь истории Новосильского княжества Молчанов обратил внимание на то, что в Любецком синодике рядом с Александром (№ 45) записан рядом князь Михаил Глуховский (№ 44) и предположил, что они братья и сыновья Семёна Михайловича Глуховского. Зотов принял данную версию и развил её. По его мнению, поскольку Роман Семёнович в родословных показан сыном Семёна Михайловича, то он был внуком не Александра (как считал Квашнин-Самарин), а Михаила Семёновича.

## Семья
Жена князя неизвестна.
В Любецком синодике упомянут сын Михаила Симеон, возможно, тождественный отцу Ивана и Романа новосильских.